# Bonneval, Haute-Loire
Bonneval là một xã thuộc tỉnh Haute-Loire nam trung bộ nước Pháp. Xã Bonneval, Haute-Loire nằm ở khu vực có độ cao từ 740-1126 mét trên mực nước biển.
Sông Senouire tạo thành phần lớn ranh giới phía tây.